# APAF1
APAF1 (англ. Apoptotic protease activating factor 1, Apaf-1) — клеточный цитозольный белок и одноимённый ген. Основной компонент апоптосом и гомолог Nod-подобных рецепторов.

## Структура и функция
Apaf-1 является белком, инициирующим апоптоз. Содержит несколько копий домена WD40 повтор, домен CARD (англ. caspase recruitment domain; домен рекрутирующий каспазу) и АТФазный домен NB-ARC. Альтернативный сплайсинг приводит к образованию нескольких изоформ.
После связывания цитохрома c и дезоксиаденозинтрифосфата (дАТФ) белок образует олигомерную апоптосому. Апоптосома связывает прокаспазу-9 и после специфического расщепления высвобождает активную каспазу-9. Механизм активации, вероятно, включает димеризацию прокаспазы-9 в апоптосоме — аутокатализ, то есть фактически каспаза-9 активирует сама себя, а апоптосома лишь создаёт для этого необходимые условия. Активная каспаза-9 инициирует последующий каскад реакций с вовлечением эффекторных каспаз, что и приводит клетку к апоптозу.